# پست یونیورسیتی
پست یونیورسیتی (به انگلیسی: Post University) یک دانشگاه در ایالات متحده آمریکا است که در کنتیکت واقع شده‌است.